# NGC 6009
NGC 6009 é uma galáxia espiral (S) localizada na direcção da constelação de Serpens. Possui uma declinação de +12° 03' 30" e uma ascensão recta de 15 horas, 53 minutos e 24,1 segundos.
A galáxia NGC 6009 foi descoberta em 2 de Junho de 1864 por Albert Marth.